# Opowieści znad brzegów rzek
Opowieści znad brzegów rzek (chiń. upr. 水浒传; chiń. trad. 水滸傳; pinyin Shuǐhǔ Zhuàn, czasami w wersji skróconej chiń. upr. 水浒; chiń. trad. 水滸; pinyin Shuǐhǔ) – XIV-wieczna powieść chińska, jedna z czterech klasycznych powieści chińskich.
Powieść, której autorstwo jest przypisywane Shi Nai’anowi, została napisana w potocznym języku chińskim. Jej akcja jest osadzona w czasach dynastii Song i opowiada o tym, jak grupa 108 banitów z Liangshan (chiń. 梁山; pinyin Liángshān, tłum.: góra Liang), lub bagien Liangshan, łączy się w małą armię. Następnie zostają ułaskawieni i walczą z obcymi najeźdźcami i z rebeliantami. Powieść pierwotnie nosiła tytuł Jianghu Hao Ke Zhuan (江湖豪客傳), który czasami był rozszerzany do Zhongyi Shuihu Zhuan (忠義水滸傳). Wprowadziła ona do kultury chińskiej wiele z najbardziej lubianych postaci literackich chińskiej literatury jak Wu Song, Lin Chong i Lu Zhishen.

## Tło historyczne i rozwój powieści
Pierwowzorem historycznym dla Opowieści znad brzegów rzek był banita Song Jiang i jego 36 kompanów. Działali oni w Huainan i poddali się władzom dynastii Song w 1121. Zostali oni odnotowani w kronice Historia dynastii Song. Song Jiang pojawia się w biografii cesarza Huizonga, znajdującej się w tej kronice:
„Wyjęty spod prawa Song Jiang z Huainan i inni atakowali armię w powiecie Huaiyang, prefektura Zhoukou, [cesarz] wysłał generałów, żeby pokonali go i aresztowali. [Banici] działali na terenach na wschód od stolicy (Kaifengu), w Hebei, a także zapuszczali się na teren Chu (dzisiejsze Hubei i Hunan) i Haizhou (część obecnej prowincji Jiangsu). Prefekt Zhang Shuye otrzymał rozkaz ich pokonania”.
W biografii Zhang Shuye dokładniej opisano działalność Song Jianga i zwycięstwo Zhang Shuye.
Opowieści o Song Jiangu krążyły już w czasach Południowej dynastii Song. Pierwszy utwór wymieniający 36 kompanów Song Jianga, autorstwa Zhou Mi, powstał w XIII wieku. Niektóre z postaci literackich, które później zostały powiązane z Song Jiangiem również pojawiły się w tym okresie.
Przed Opowieściami znad brzegów rzek, ukazały się w połowie XIII wieku Da Song Xuanhe yishi (大宋宣和遺事; Dawne wydarzenia z okresu Xuanhe wielkiej dynastii Song). Była to powieść oparta na podaniach ludowych, bazujących na wydarzeniach historycznych. Dzieliła się na 10 rozdziałów, których akcja toczyła się w okresie panowania dynastii Song od początków XI wieku do założenia Południowej dynastii Song w 1127. W rozdziale czwartym zostały opisane przygody Song Jianga i jego 36 kompanów, a także pokonanie ich przez Zhang Shuye. Pojawiły się w niej niektóre z najbardziej znanych opowieści i postaci z Opowieści znad brzegów rzek w tym m.in. „Yang Zhi sprzedaje swoją cenną szablę”, „Obrabowanie karawany wiozącej podarki urodzinowe”, „Song Jiang zabija Yan Poxi”, „Walka z Fang La”. Song Jiang i jego kompani mieli grasować w górach Taihang Shan.
Opowieści o wyjętych spod prawa stały się popularnym tematem dramatu za panowania dynastii Yuan. W tym czasie opowieści na których bazowały Opowieści znad brzegów rzek przybrały kształt, w którym są znane do dziś. Liczba banitów wzrosła do 108. Mimo że pochodzili z różnych środowisk (byli wśród nich m.in. uczeni, rybacy, instruktorzy musztry wojsk cesarskich), wszyscy w końcu zamieszkali w górach Liangshan (bagnach Liangshan). Jedna z teorii mówi, że Opowieści znad brzegów rzek stały się popularne w czasach dynastii Yuan, ponieważ poddani (w zdecydowanej większości Chińczycy Han) byli negatywnie nastawieni do mongolskich rządów. Bunt banitów był uważany za „bezpieczny” do propagowania, ponieważ mógł on być uważany za negatywne przedstawienie upadłej dynastii Song. Równocześnie ich bunt był również apelem do ludu, aby przeciwstawiali się skorumpowanym rządom. Cesarz Chongzhen z dynastii Ming, za radą swoich ministrów, zakazał książki, co było jednym ze środków zapobiegania powstaniu.
Powieść, chwalona jako „arcydzieło” literatury w potocznym języku chińskim, jest znana ze swojego „mistrzostwa” w budowaniu nastroju i tonu. Znana jest również z żywego, pełnego humoru i szczególnie pikantnego języka. Była potępiana jako „obsceniczna” przez różnych krytyków od czasów dynastii Ming.

## Fabuła
W pierwszym rozdziale powieści następuje uwolnienie 108 duchów, uwięzionych pod kamiennym głazem w kształcie żółwia. W następnym rozdziale została opisana kariera Gao Qiu, jednego z głównych antagonistów głównych bohaterów powieści. Gao Qiu, który został wielkim marszałkiem, prześladował Wang Jina, w rewanżu za dotkliwą nauczkę którą otrzymał, gdy był jeszcze ulicznikiem. Wang Jin uciekł ze stolicy wraz z matką i przypadkowo spotkał Shi Jina, który został jego uczniem. W następnych rozdziałach została opisana historia przyjaciela Shi Jina, Lu Zhishena, a następnie historia Li Chonga, który zawarł z Lu Zhishenem braterstwo krwi. Lin Chong został wrobiony przez Gao Qiu w usiłowanie zabójstwa i ledwo uniknął śmierci w płomieniach, w magazynie podpalonym przez ludzi nasłanych przez Gao Qiu. Zabił swoich prześladowców, uciekł z magazynu, w końcu został banitą i zamieszkał na bagnach Liangshan. Tymczasem, „Pierwszych siedmiu”, pod dowództwem Chao Gai, obrabowało karawanę wiozącą podarki urodzinowe przeznaczone dla ministra Cai Jinga, kolejnego z antagonistów głównych bohaterów powieści. Po pokonaniu żołnierzy wysłanych w celu ich aresztowania, osiedlili się na bagnach Liangshan, z Chao Gai jako ich przywódcą. W miarę rozwoju akcji powieści, przyłączało się do nich coraz więcej ludzi, wśród nich generałowie i urzędnicy nie chcący dalej służyć skorumpowanemu rządowi, jak również ludzie posiadający szczególne talenty i umiejętności. Historie poszczególnych banitów zostały opisane w oddzielnych częściach kolejnych rozdziałów. Wątki poszczególnych postaci przeplatają się, aż do rozdziału 60, w którym ginie Chao Gai w bitwie przeciwko twierdzy rodziny Zeng i przywódcą banitów zostaje Song Jiang.
W kolejnych rozdziałach opisywane są walki pomiędzy wojskami cesarskimi i banitami oraz Wielkie Zgromadzenie, na którym Song Jiang zdecydowanie opowiada się za pojednaniem z rządem i zadośćuczynieniem krzywd wyrządzonych banitom. Po pokonaniu wysłanych przeciwko banitom armii, cesarz Huizong wreszcie ich ułaskawił. Tworzą oni oddział, który zostaje wysłany do walki z najeźdźcami z dynastii Liao i stłumienia powstań Tian Hu, Wang Qinga i Fang La.

### Lista rozdziałów

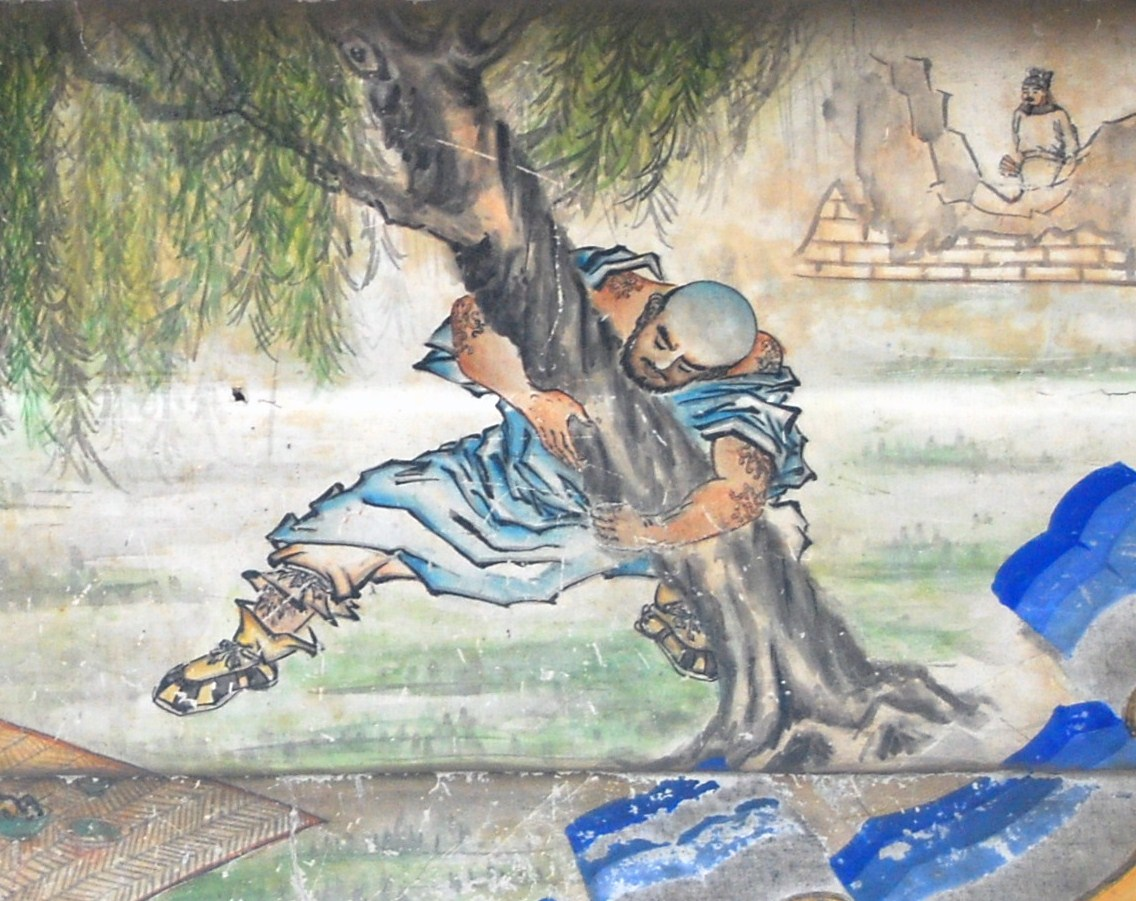
Mural z XIX wieku przedstawiający Lu Zhishena wyrywającego drzewo – jedną ze scen powieści.

Poniższa lista rozdziałów jest oparta na 100-rozdziałowej wersji powieści. Wersja wydana przez Yang Dingjiana, licząca 120 rozdziałów, opisuje dodatkowe wyprawy bohaterów powieści w służbie dynastii Song, podczas gdy licząca 70 rozdziałów wersja wydana przez Jin Shengtana nie zawiera rozdziałów opisujących ułaskawienie i następujące po nim kampanie wojskowe.
| Rozdział | Główne wydarzenia |
| -------- | --- |
| 1        | Marszałek Hong uwalnia 108 duchów |
| 2        | Kariera Gao Qiu |
| 2–3      | Historia Shi Jina |
| 3–7      | Historia Lu Zhishena |
| 7–12     | Historia Lin Chonga |
| 12–13    | Historia Yang Zhi |
| 13–20    | Obrabowanie karawany wiozącej podarki urodzinowe przez „Pierwszych siedmiu”                                                          |
| 20–22    | Historia Song Jianga |
| 23–32    | Historia Wu Songa |
| 32–35    | Historia Hua Ronga |
| 36–43    | Song Jiang w Jiangzhou |
| 44–47    | Historia Shi Xiu i Yang Xionga |
| 47–50    | Trzy ataki na wioskę rodziny Zhu |
| 51–52    | Historia Lei Henga i Zhu Tonga |
| 53–55    | Banici atakują Gaotangzhou; poszukiwania Gongsun Shenga                                                                              |
| 55–57    | Pierwszy atak wojsk cesarskich (dowodzonych przez Huyan Zhuo) na bagna Liangshan                                                     |
| 57–59    | Banici atakują Qingzhou; Huyan Zhuo ucieka do Liangshan                                                                              |
| 59–60    | Banici dowodzeni przez Gongsun Shenga atakują Mount Mangdang                                                                         |
| 60       | Pierwszy atak banitów na twierdzę rodziny Zeng; śmierć Chao Gai                                                                      |
| 60–67    | Historia Lu Junyi; banici atakują prefekturę Daming; drugi atak wojsk cesarskich (dowodzonych przez Guan Shenga) na bagna Liangshan  |
| 67       | Guan Sheng ucieka do Liangshan; trzeci atak wojsk cesarskich (dowodzonych przez Shan Tinggui i Wei Dingguo) na bagna Liangshan       |
| 68       | Drugi atak banitów na twierdzę rodziny Zeng;                                                                                         |
| 69–70    | Banici atakują prefektury Dongping i Dongchang                                                                                       |
| 71–74    | Wielkie zgromadzenie; wybryki Li Kui                                                                                                 |
| 75–78    | Cesarz oferuje ułaskawienie banitom po raz pierwszy; czwarty atak wojsk cesarskich (dowodzonych przez Tong Guana) na bagna Liangshan |
| 78–80    | Piąty atak wojsk cesarskich (dowodzonych przez Huyan Zhuo) na bagna Liangshan                                                        |
| 81–82    | Banici zostają ułaskawieni przez cesarza                                                                                             |
| 83–89    | Bohaterowie z Liangshan walczą z najeźdźcami z dynastii Liao                                                                         |
| 90–99    | Bohaterowie z Liangshan walczą z Fang La                                                                                             |
| 100      | Rozstanie bohaterów z Liangshan |

Wersja rozszerzona zawiera opisy wypraw bohaterów z Liangshan przeciwko innym buntownikom: Tian Hu w Hebei i Wang Qing w Syczuanie, przed kampanią przeciw Fang La.
Istniały też opowieści o bohaterach z Liangshan walczących z dżurdżeńską dynastią Jin lub wyruszających do Syjamu.

## Autorstwo powieści

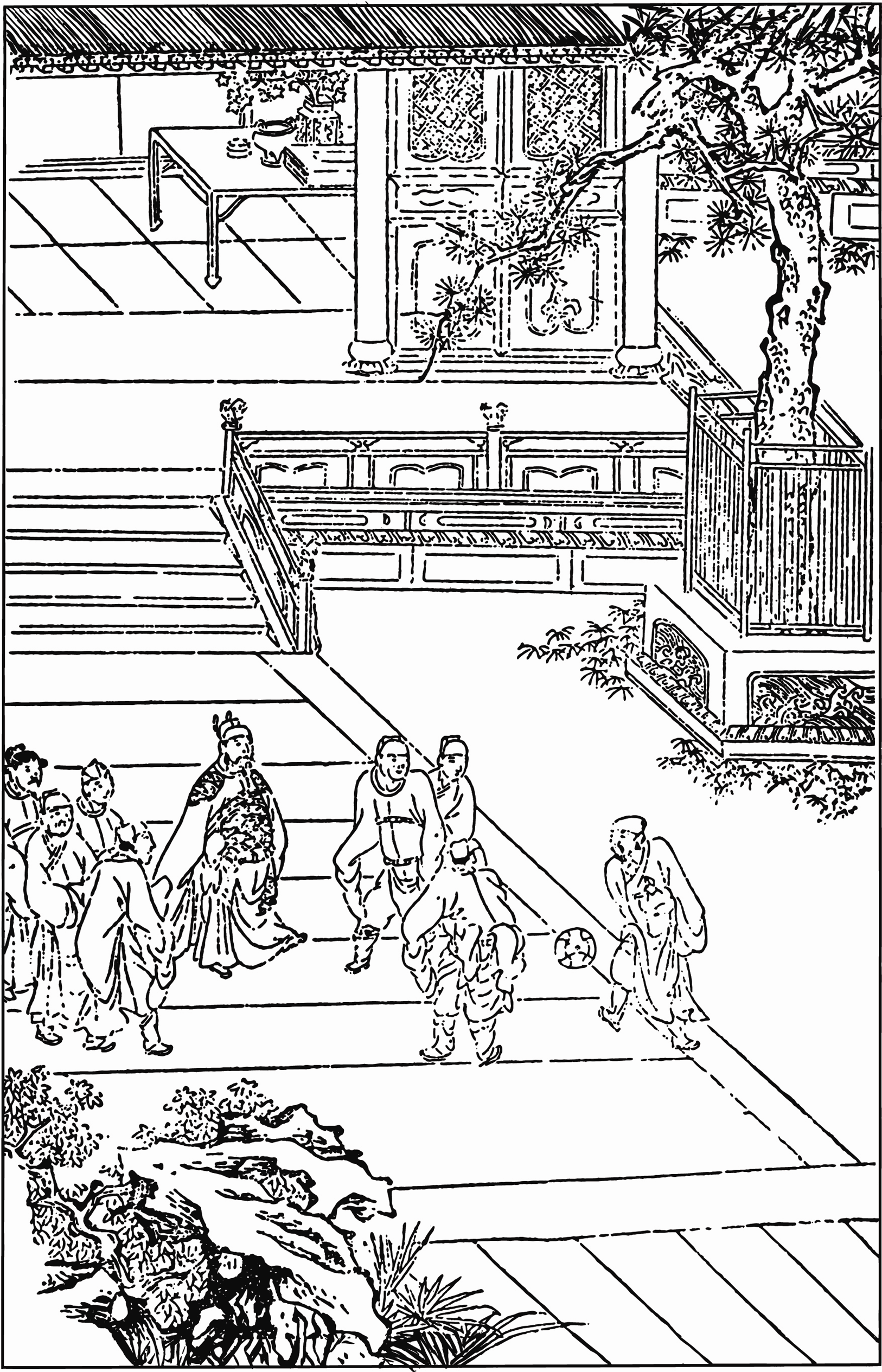
Ilustracja przedstawiająca grę w cuju, z XV-wiecznego wydania Opowieści znad brzegów rzek, wykonanego techniką druku całostronicowego.

Autorstwo „Opowieści znad brzegów rzek” jest przedmiotem dyskusji. Większość badaczy przypisuje autorstwo powieści Shi Nai’anowi, jednak niektórzy uważają, że autorem całości, lub jej części, jest ktoś inny. Wśród nich są wymieniani Luo Guanzhong (autor Opowieści o Trzech Królestwach), Shi Hui (施惠) i Guo Xun (郭勛).

### Shi Nai’an
Wielu badaczy uważa, że 70 początkowych rozdziałów jest rzeczywiście dziełem Shi Nai’ana; jednak jego autorstwo 30 końcowych rozdziałów jest często kwestionowane, niektórzy badacze przypuszczają, że ich autorem był Luo Guanzhong. Luo Guanzhong mógł być uczniem Shi Nai’ana. Inna hipoteza, po raz pierwszy wysunięta przez Gao Ru w Baichuan Shuzhi (百川書志) w czasach dynastii Ming, sugeruje, że na podstawie istniejących opowieści powieść napisał Shi Nai’an, a następnie została ona zredagowana przez Luo Guanzhonga.
Inna teoria dowodzi, że powieść połączyła w całość istniejące do tej pory opowieści. Opowieści o banitach z Liangshan pojawiły się po raz pierwszy w Da Song Xuanhe yishi (大宋宣和遺事; Dawne wydarzenia z okresu Xuanhe wielkiej dynastii Song) i krążyły już w czasach Południowej dynastii Song, a podania ludowe i przedstawienia powiązane tematycznie z Opowieściami znad brzegów rzek istniały na długo przed tym, nim powstała sama powieść. Ta teoria zakłada, że Shi Nai’an zebrał i połączył krążące podania pisząc Opowieści znad brzegów rzek.

### Luo Guanzhong
Niektórzy z badaczy przypisują autorstwo całości powieści Luo Guanzhongowi. Wang Daokun (汪道昆), który żył za panowania cesarza Jiajinga z dynastii Ming, jako pierwszy wspomniał w Klasyfikacji Opowieści znad brzegów rzek (水滸傳敘), że: „ktoś o nazwisku Luo, pochodzący z Yue (regionu w południowych Chinach odpowiadającemu dzisiejszemu Zhejiang), napisał powieść składającą się ze 100 rozdziałów”. Kilku badaczy po Wang Daokunie, z końcowego okresu panowania dynastii Ming i z czasów dynastii Qing, również twierdziło, że autorem Opowieści znad brzegów rzek był Luo Guanzhong. W okresie międzywojennym Lu Xun i Yu Pingbo twierdzili, że uproszczona wersja powieści została napisana przez Luo Guanzhonga, a tradycyjna przez Shi Nai’ana.
Jednak Huikang Yesou (惠康野叟) w Shi Yu (識餘) zakwestionował pogląd Wang Daokuna, twierdząc, że ze względu na znaczne różnice pomiędzy Opowieściami znad brzegów rzek a Opowieściami o Trzech Królestwach ich autorem nie mogła być ta sama osoba.
Hu Shi uważał, że zarys Opowieści znad brzegów rzek był autorstwa Luo Guanzhonga i mógł zawierać rozdziały o wyprawach banitów przeciwko Tian Hu, Wang Qingowi i Fang La, lecz nie przeciw najeźdźcom z dynastii Liao.
Inna hipoeza głosi, że Luo Guanzhong żył w czasach Południowej dynastii Song, a nie w czasach dynastii Ming. Cheng Muheng (程穆衡) w Notes on Water Margin (水滸傳注略; Uwagi na temat Opowieści znad brzegów rzek) twierdzi, że Luo Guanzhong żył pod koniec panowania Południowej dynastii Song i na początku panowania dynastii Yuan. Huang Lingen (黃霖根) wskazał, że jeden z kompilatorów Anegdot z Jingkang (靖康稗史) nosił imię Nai’an i twierdzi, że tym „Nai’anem”, który żył w czasach Południowej dynastii Song, był Shi Nai’an. On uważał również, że Shi Nai’an napisał wersję uproszczoną, która nie była tożsama z najbardziej rozpowszechniona wersją powieści.

### Shi Hui
Autorstwo Opowieści znad brzegów rzek jest także przypisywane Shi Hui (施惠), autorowi sztuk południowochińskiej opery Nanxi, który żył pod koniec panowania Południowej dynastii Yuan i w początkach panowania dynastii Ming.
Xu Fuzuo (徐復祚), żyjący w czasach dynastii Ming, twierdzi w Sanjia Cunlao Weitan (三家村老委談), że Junmei (君美; imię oficjalne Shi Hui) pisał Opowieści znad brzegów rzek w celu dostarczenia ludziom rozrywki, a nie, żeby przekazać im jakieś przesłanie.
W czasach dynastii Qing wielu badaczy zaczęło wiązać ze sobą Shi Hui i Shi Nai’ana, sugerując, że to jedna i ta sama osoba. Anonimowy autor opisywał w Chuanqi Huikao Biaomu (傳奇會考標目), że Shi Nai’an nosił imię domowe Hui, imię oficjalne Juncheng (君承) i pochodził z Hangzhou. Sun Kaidi (孫楷第) pisał w Bibliography of Chinese Popular Fiction, że „Nai’an” było pseudonimem Shi Hui. Późniejsze badania wykazały, że Opowieści znad brzegów rzek zawierają wyrażenia w dialektach z Jiangsu i Zhejiang i że istnieją podobieństwa z You Gui Ji (幽闺记), autorstwa Shi Hui, stąd teoria, że autorem Opowieści znad brzegów rzek jest Shi Hui.

### Guo Xun
Inna hipoteza przypisuje autorstwo Opowieści znad brzegów rzek Guo Xunowi (郭勛), politykowi z czasów dynastii Ming. Shen Defu (沈德符) wspomina w Wanli Yehuo Bian (萬曆野獲編), że Guo Xun napisał Opowieści znad brzegów rzek. Shen Guoyuan (沈國元) dodaje w Huangming Congxin Lu (皇明從信錄), że Guo Xun naśladował styl Opowieści o Trzech Królestwach i Opowieści znad brzegów rzek pisząc Guochao Yinglie Ji (國朝英烈記). Qian Xiyan (錢希言) również stwierdza w Xi Gu (戲嘏), że Guo Xun wcześniej wydał Opowieści znad brzegów rzek.
Hu Shi krytykuje tę hipotezę w Research on Water Margin (水滸傳新考), pisząc, że Guo Xun było pseudonimem używanym dla ukrycia tożsamości prawdziwego autora Opowieści znad brzegów rzek. Z kolei Dai Bufan (戴不凡) reprezentował odmienny pogląd twierdząc, że Guo Xun napisał Opowieści znad brzegów rzek i użył pseudonimu „Shi Nai’an”, żeby ukryć swoją tożsamość jako autora powieści.

## Wersje powieści

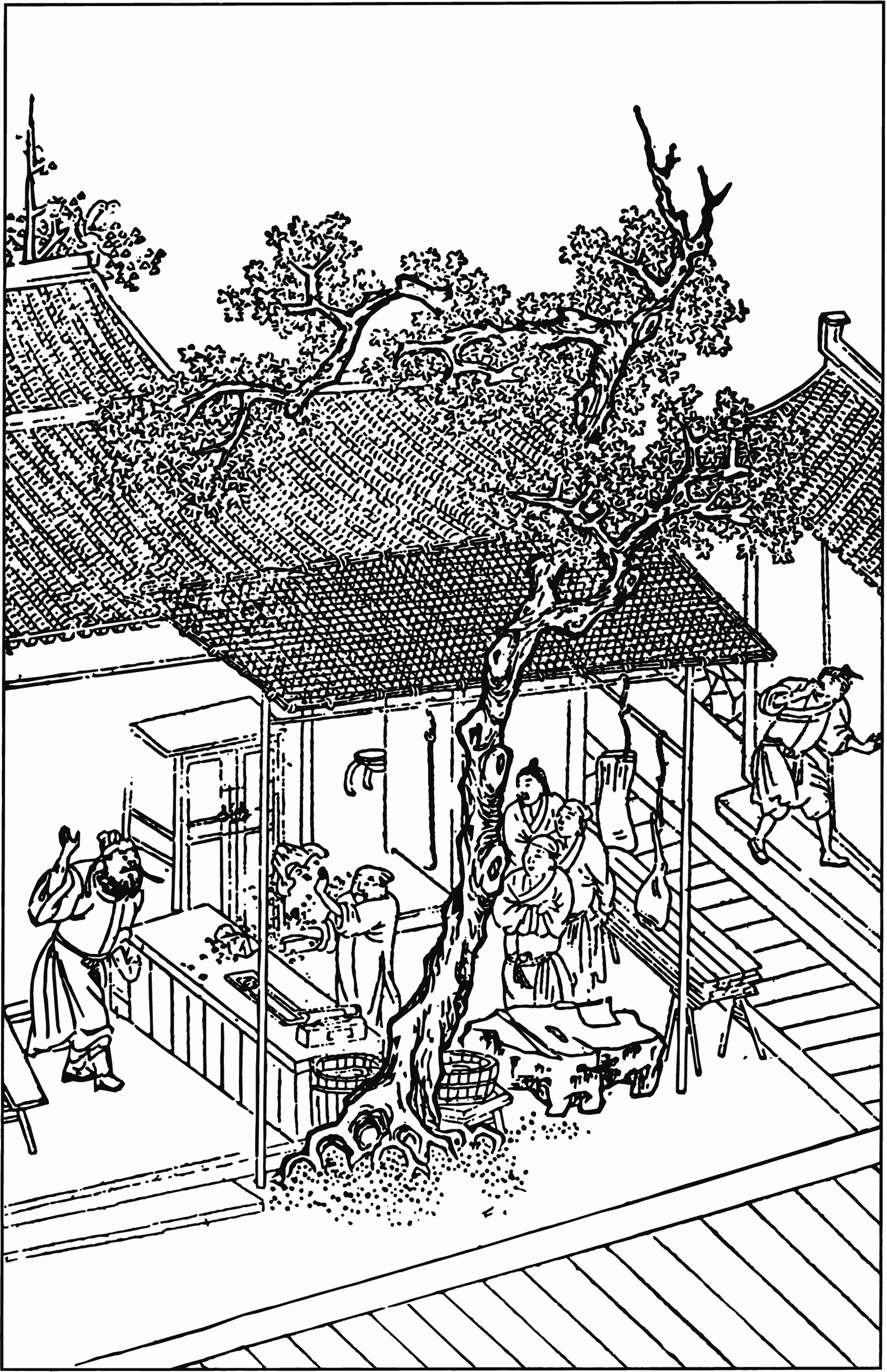
Ilustracja z wydania z XV wieku.

Najwcześniejsze wersje Opowieści znad brzegów rzek (manuskrypty) pochodzą z końca XIV wieku. Najstarszym zachowanym pełnym wydaniem Opowieści znad brzegów rzek jest zawierająca 100 rozdziałów książka z połowy XVI wieku. Inna wersja, mająca 120 rozdziałów pochodzi z czasów cesarza Wanli (1573–1620) z dynastii Ming. Do początków panowania dynastii Qing były publikowane również inne wersje, w tym wydanie składające się z 70 rozdziałów.
Wydany drukiem egzemplarz opowieści znad brzegów rzek, pochodzący z okresu panowania cesarza Jiajinga z dynastii Ming, pod tytułem Jingben Zhongyi Zhuan (京本忠義傳), znajduje się obecnie w bibliotece w Szanghaju. Różne wydane wersje Opowieści znad brzegów rzek można pobieżnie podzielić na dwie grupy: uproszczone i tradycyjne.

### Wersje uproszczone
Wersje uproszczone zawierają opowieści o banitach do momentu otrzymania amnestii i następnie o ich walkach przeciwko dynastii Liao, Tian Hu, Wang Qingowi i Fang La, aż do śmierci Song Jianga. Ostatnie rozdziały tworzą oddzielną powieść, zatytułowaną Sequel to Water Margin (續水滸傳; Ciąg dalszy Opowieści znad brzegów rzek), której autorstwo jest przypisywane Luo Guanzhongowi.
Do znanych uproszczonych wersji Opowieści znad brzegów rzek należą:
- 115-rodziałowa, Masterpieces of the Han and Song dynasties (漢宋奇書; Arcydzieła z czasów dynastii Han i Song)
- 110-rodziałowa, Chronicles of Heroes (英雄譜; Kroniki bohaterów)
- 164-rodziałowa, wraz z Sequel to Water Margin

### Wersje tradycyjne
Wersje tradycyjne są bardziej opisowe i szerzej znane niż wersje uproszczone. Istnieją trzy rodzaje wersji tradycyjnej: 100, 120 i 70-rozdziałowa. Najczęściej modyfikowaną częścią powieści w wersjach tradycyjnych są opowieści o tym, co się wydarzyło po otrzymaniu przez banitów amnestii.
- 100-rozdziałowa: Zawiera rozdziały opisujące kampanie przeciwko dynastii Liao i przeciwko Fang La po otrzymaniu amnestii.
- 120-rozdziałowa: Wersja rozszerzona wydania 100-rozdziałowego, zawierająca dodatkowe rozdziały opisujące wyprawy banitów przeciwko Tian Hu i Wang Qingowi
- 70-rozdziałowa: Wydana przez Jin Shengtana pod koniec panowania dynastii Ming; to wydanie wykorzystuje rozdział 1 jako prolog i kończy się na rozdziale 71 wersji oryginalnej i nie zawiera opowieści o tym, co się działo po otrzymaniu przez banitów amnestii.